# 白石岗
白石岗是中国广东省广州市从化区的一个自然村。在江埔街道南面约4千米，属下罗村管辖。此村建村于约450年前，村民从城郊迁塘村迁居与此。得名于山岗上的白色石头。1998年时，全村人口450人。